# Charaxes imna
Charaxes imna är en fjärilsart som beskrevs av Butler 1870. Charaxes imna ingår i släktet Charaxes och familjen praktfjärilar. Inga underarter finns listade i Catalogue of Life.